# 比尔·林哈德
威廉·巴尔纳·“比尔”·林哈德（英語：William Barner "Bill" Lienhard，1930年1月14日—2022年2月8日），美国男子篮球运动员，曾代表美国国家队参加1952年夏季奥林匹克运动会男子篮球比赛，最终获得金牌。